# قلعة حجر بني حميد
 قلعة حجر بني حميد  تقع في ولاية مدحاء في محافظة مسندم في سلطنة عمان . و تقع هذه الولاية على الطريق المؤدي من مدينة خورفكان التابعة لإمارة الشارقة إلى إمارة الفجيرة. إذ أنها تقع وتحاط بالأراضي «الإماراتية» من جميع الجهات.
كما تقع قريتان تتبعان إمارة الشارقة وهما: النحوة و شيص داخل هذه الولاية أيضاً.